# Schlacht bei Belgrad
Karlowitz – 
Peterwardein – 
Korfu – 
Temeswar – 
Trebinje – 
Tenedos – 
Mehadia – 
Belgrad – 
Friede von Passarowitz
Die am 16. August 1717 geschlagene Schlacht bei Belgrad war eine militärische Auseinandersetzung im Zuge der Belagerung von Belgrad.

## Vorgeschichte
1716 trat auch Österreich unter Prinz Eugen in den Venezianisch-österreichischen Türkenkrieg ein. Die Osmanen schickten ihm eine Armee von 150.000 Mann entgegen. Diese wurde am 5. August 1716 in der Schlacht von Peterwardein geschlagen, am 17. Oktober eroberten die Österreicher dann Temeswar. Das nächste Ziel war das von den Osmanen gehaltene Belgrad. Am 19. Juni erreichte die Armee Belgrad und begann mit der Belagerung. Der Kommandant erhielt vom Großwesir das Versprechen nach spätestens 50 Tagen mit Entsatz vor Ort zu sein. Es zeigten sich bereits Ende Juli erste Truppen der Vorhut, um der Besatzung der Festung Mut zu machen. Eugen ließ daraufhin sein Lager verstärken, nun waren 140 Geschütze zur Verteidigung bereit.

## Belagerte Belagerer
Bald erreichte auch die Entsatzarmee Belgrad und vor den Palisaden der Belagerer bereitete sich bald das riesige osmanische Lager aus. Der Großwesir und seine Generäle sahen sich aber nicht in der Lage das Lager zu stürmen. So beschlossen sie es zu belagern und legten ihrerseits Parallelen an. An den Seiten zur Save und zur Donau wurden kleine Werke angelegt und im Mittelpunkt ein großes ovales Werk. Von dort begannen zwei verschanzte Batterien die Österreicher zu beschießen, gleichzeitig wurden Laufgräben an das Lager herangetrieben. Die Österreicher hatte schwere Verluste, da sie die feindliche Artillerie nicht stoppen konnten und gleichzeitig die rote Ruhr im Lager grassierte. Pferde und Menschen starben im Lager, die Truppen drängten auf eine Entscheidungsschlacht, Eugen aber blieb passiv und die Belagerung schritt voran. Am 14. August wurde das Hauptpulvermagazin der Festung getroffen, bei der Explosion sollen 3000 Verteidiger gestorben sein. Der Großwesir rückte aus, in der Hoffnung, dass Eugen nun den Sturm auf Belgrad befehlen würde. Nichts dergleichen geschah und er zog sich wieder zurück.
Prinz Eugen befürchtete, dass der Großwesir ein Korps über die Save nach Slavonien schicken würde, um seinen Nachschub abzuschneiden, aber nichts dergleichen geschah. Die Laufgänge der Osmanen hatte inzwischen das Lager fast erreicht. Da erfuhr Eugen von dem Ungarn Johann Vekony, dass der Sturm für den 17. August angesetzt war. Vekony war Anhänger des ungarischen Aufständischen Franz II. Rákóczi und hatte sich nach dessen Niederlage dem osmanischen Heer angeschlossen. Er war als Kurier in die Festung entsandt worden, hatte sich aber dem Feldmarschall Johann Graf Pálffy offenbart, dieser ließ ihn seinen Auftrag ausführen. Nachdem sich die Nachricht bestätigt hatte, versammelte Eugen am 15. den Kriegsrat, während Vekony zum Großwesir zurückkehrte. Schon wenige Stunden später erging der Befehl zum Aufbruch.

## Vorbereitungen
Im Zentrum des ersten Treffens kommandierte Alexander von Württemberg 30 Bataillone Infanterie und 32 Kompanien Grenadiere, der rechte Flügel unter Pálffy umfasste 6 Reiterregimenter, der linke Flügel unter Herkules Pius Montecuccoli-Laderchi ebenfalls 6 Reiterregimenter. Das zweite Treffen unter Ferdinand Albrecht II. von Braunschweig-Wolfenbüttel zählte im Zentrum 22 Bataillone und 21 Kompanien Grenadiere, dazu 5 Reiterregimenter rechts und 6 Reiterregimenter links. Die Reserve bildeten 9 Bataillone und 8 Kompanien Grenadiere.
Gegen Ausfälle aus der Stadt wurden 7 Reiterregimenter, 8 Bataillone Infanterie und 4 Grenadier Kompanien abgestellt. Alle Kavalleristen, die keine Pferde mehr hatte, verblieben zur Sicherung des Lagers.

## Verlauf der Schlacht
Um 1 Uhr morgens begann die Artillerie die Stadt zu beschießen. Gleichzeitig stieß die Kavallerie vor und die Infanterie griff in 4 Kolonnen das feindliche Lager an. Weniger als 40.000 Mann griffen die überraschten Osmanen nach Plan an. Als die Morgendämmerung hereinbrach, brachte sie zudem dichten Nebel mit. Die Osmanen erkannten zunächst nur Kavallerie und erst als die Infanterie die Werke erstieg, erkannten sie den Ernst der Lage. Auf der rechten Seite konnten die Osmanen die Reiterei von Pálffy durchbrechen und einige Regimenter des ersten Treffens werfen. Der Widerstand des zweiten Treffens ließ die feindliche Reiterei aber fliehen.
Inzwischen hatte sich der rechte Flügel der Infanterie zu weit zur Seite bewegt, was die osmanische Reiterei zu einem weiteren Durchbruch nutzte. Als Prinz Eugen dieses erkannte, stellte er sich selbst an die Spitze der Infanterie des zweiten Treffens und schloss die Lücke. Als die Österreicher das zentrale Werk der Osmanen nach 6 Stunden einnahmen, wandten sich diese zur Flucht.
Die Österreicher hatte 5400 Mann Tote und Verwundete. Die Osmanen verloren 20.000 Mann, dazu 131 Kanonen, 35 Mörser, 52 Fahnen, 9 Rossschweife, 4 Trommeln und einigen Pauken sowie große Vorräte an Lebensmitteln und Munition. Auf österreichischer Seite fielen die Feldmarschall-Lieutenants Johann Georg von der Hauben und Joseph Anton von Lobkowitz sowie der General-Feldwachtmeister Damian Casimir von Dalberg. Bei den Osmanen fielen Mohammed, Pascha von Erzerum, sowie drei weitere Befehlshaber.